# Александр Ломм
Алекса́ндр Ломм (настоящее имя — Вацлав Иозефович Кличка, чеш. Václav Klička; 20 ноября 1925, Черемхово, Иркутская область, СССР — 30 ноября 1993, Чехия) — чешский писатель-фантаст, писавший преимущественно на русском языке.

## Биография
Родился в городе Черемхово — в семье чеха (бывшего военнопленного, оставшегося в России) и русской учительницы — и до 13 лет жил там же. В 1938 вместе с родителями переехал в Чехословакию. Был шахтёром в Кладно. Будучи шахтёром, в 1955 году написал свой первый научно-фантастический рассказ «История сына сенатора». 
С 1968 по 1978 год жил в СССР. 
До 1977 года писал только на русском языке.
- Из произведений этого периода лишь роман «Ночной орёл» был переведён на чешский язык в 1981 году.
- Роман «Дрион покидает Землю» (чеш. Drion opouští Zemi; 1983) был написан в русской (1974-75 гг.) и чешской версиях. Как отмечает В. Ларионов: «В романе много всякой фантастической всячины и разных полезных мыслей, вроде той, что отсталым мирам не следует дарить изобретения и открытия, до которых они ещё не доросли - поубивают себя и окружающих. Правда, об этом Стругацкие написали ещё в 1963 году в повести „Трудно быть богом“...»[3]
- Роман «Во имя Метаноона» («Ve jménu Metanoona», 1986) написан на чешском.
- Александр Ломм писал также приключенческие повести.

Дочь — писательница Светлана Гласерова (Světlana Glaserová), является автором автобиографической книги «Rusanda na větvi» — о своём детстве, прожитом с отцом до 1968 года, когда он ушёл от семьи в Праге и переехал жить в Москву (как отмечает Владимир Ларионов: «Говорили, что просоветскому автору в Праге стало неуютно... Есть и другое объяснение, с политикой никак не связанное. Случилось так, что писатель встретил новую любовь и ушёл из семьи»).
Вторая книга — «Trosečník sibiřský», была написана по воспоминаниям отца о периоде его детства, прожитого в СССР во времена Сталина.